# L'Éléphant (film)
Pour les articles homonymes, voir L'Éléphant.
Pour plus de détails, voir Fiche technique et Distribution.
L'Éléphant (Элефант) est un film russe réalisé par Alexeï Krassovski (ru) et sorti en 2019.

## Synopsis
Valentin Choubine a écrit de nombreux ouvrages pour enfants racontant les aventures du désormais célèbre éléphant Michka, mais il découvre soudain qu'il est malade et qu'il doit bénéficier d'une transplantation cardiaque. La greffe réussit, mais elle amène Valentin a s'interroger sur le sens de sa vie, car il n'a plus du tout envie d'écrire...

## Fiche technique
Sauf indication contraire, les informations mentionnées dans cette section peuvent être confirmées par la base de données cinématographiques IMDb,  présente dans la section « Liens externes ».
- Titre français : L'Éléphant[2]
- Titre original : Элефант, Elefant
- Réalisateur : Alexeï Krassovski (ru)
- Scénario : Alexeï Krassovski (ru)
- Photographie : Sergueï Astakhov (ru)
- Musique : Artiom Fedotov, Mikhaïl Morskov, Dmitri Selipanov
- Producteur : Alexeï Gouskov, Sergueï Selianov (ru)
- Société de production : CTB
- Pays de production :  Russie
- Langue de tournage : russe
- Format : Couleurs
- Durée : 79 minutes (1h19)
- Genre : Comédie dramatique
- Dates de sortie :
  - Russie : 19 septembre 2019

## Distribution
- Alexeï Gouskov : Valentin Choubine
- Polina Agoureeva (ru) : Tasia
- Evguenia Dmitrieva : Ada
- Yan Tsapnik (ru) : Roman
- Frédéric Beigbeder : Vincent, le philanthrope
- Youlia Topolsnitskaïa (ru) : L'infirmière
- Guennadi Smirnov (ru) : Le cardiologue
- Ingrid Olerinskaïa (ru) : Tania, la fille de Choubine